# Yoté
Yoté est un jeu de stratégie combinatoire abstrait du senegal (lebou), où c'est un jeu populaire pour les paris en raison de son rythme rapide. Un joueur gagne en capturant toutes les pièces adverses.

## Règles

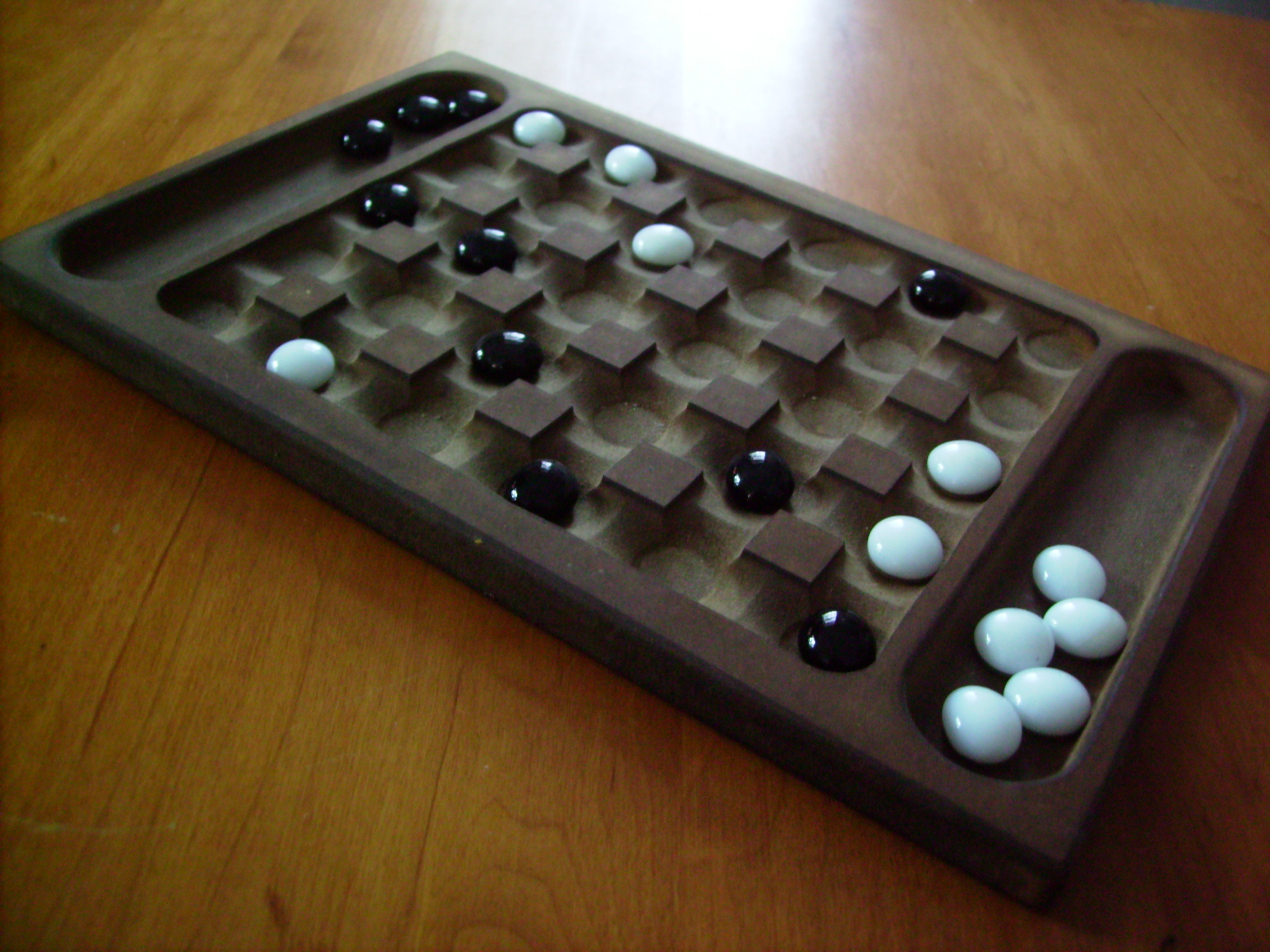
Plateau de yoté en bois avec pièces de verre

La partie se joue sur un plateau de cinq par six. Quand la partie commence, le plateau est vide et chaque joueur a douze pièces en main. Lors d'un mouvement, un joueur peut soit :
- placer une pièce dans un espace vide du plateau
- bouger l'une de ses pièces déjà placée vers une case vide adjacente située horizontalement ou verticalement, mais jamais diagonalement.
- capturer une pièce adverse en sautant orthogonalement vers l'espace vide situé de l'autre côté.

Après une capture, un joueur peut retirer une autre pièce adverse de son choix, sur le plateau ou dans la réserve.
Le jeu peut se terminer par un match nul si les deux joueurs ont trois pièces ou moins.